# Тихов (лунный кратер)
Кратер Тихов (лат. Tikhov), не путать с кратером Тихов на Марсе,  — большой древний ударный кратер в северном полушарии обратной стороны Луны. Название присвоено в честь русского и советского астронома Гавриила Адриановича Тихова (1875—1960) и утверждено Международным астрономическим союзом в 1970 г. Образование кратера относится к донектарскому периоду.

## Описание кратера

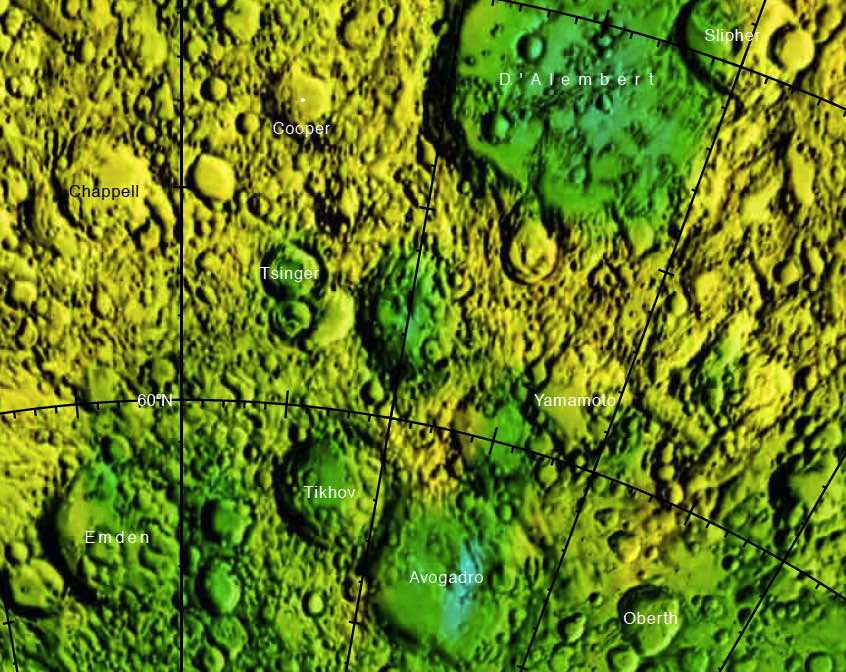
Окрестности кратера Тихов. Фрагмент карты обратной стороны Луны.

Ближайшими соседями кратера Тихов являются кратер Авогадро примыкающий к нему на северо-западе; кратер Эмден на востоке; кратер Цингер на юге-юго-востоке и кратер Ямамото на юго-западе. Селенографические координаты центра кратера 61°40′ с. ш. 172°17′ в. д. / 61,66° с. ш. 172,29° в. д., диаметр 84,0 км, глубина 2,8 км
Кратер Тихов имеет циркулярную форму и значительно разрушен за длительное время своего существования.  Вал сглажен и отмечен множеством кратеров. Дно чаши сравнительно ровное, восточная и северная части чаши отмечены скоплением небольших кратеров.

## Сателлитные кратеры
Отсутствуют.

## См.также
- Список кратеров на Луне
- Лунный кратер
- Морфологический каталог кратеров Луны
- Планетная номенклатура
- Селенография
- Минералогия Луны
- Геология Луны
- Поздняя тяжёлая бомбардировка